# Zemplínske Jastrabie
Zemplínske Jastrabie és un poble i municipi d'Eslovàquia. Es troba a la regió de Košice, a l'est del país.

## Història
La primera referència escrita de la vila data del 1272.

## Demografia
| Godina             | 1994 | 2004   | 2014   | 2024   |
| ------------------ | ---- | ------ | ------ | ------ |
| Nombre de persones | 582  | 633    | 665    | 651    |
| Diferència         |      | +8,76% | +5,05% | −2,10% |

| Godina             | 2023 | 2024   |
| ------------------ | ---- | ------ |
| Nombre de persones | 643  | 651    |
| Diferència         |      | +1,24% |